# Muids
Muids település Franciaországban, Eure megyében. Lakosainak száma 864 fő (2022. január 1.). Muids Andé, Daubeuf-près-Vatteville, Herqueville, Heudebouville, La Roquette, Les Trois Lacs és Vironvay községekkel határos.

## Népesség
A település népességének változása:
| Lakosok száma | 574  | 733  | 795  | 878  | 851  | 855  | 871  | 876  | 876  | 864  |
|               | 1968 | 1982 | 1990 | 2006 | 2013 | 2015 | 2017 | 2019 | 2020 | 2022 |